# 559135 Richardgreaves
559135 Richardgreaves este o planetă minoră (asteroid) din centura de asteroizi. A fost descoperită pe 1 martie 2011 la  de Norman Falla⁠(d). 
Obiectul prezintă o orbită caracterizată de o semiaxă mare de 2,6844746586548 UAi, o excentricitate de 0,13283524754614, o înclinație de 15,031488667418 ° în raport cu ecliptica.